# Stephanie Rice
Stephanie Rice, född den 17 juni 1988 i Brisbane i Queensland, är en australisk simmare och världsrekordhållare i medley. Rice har sedan Australiens OS-uttagningar 2008 världsrekord på distanserna 200 och 400 meter medley. Rice fick den 26 januari 2009 motta medaljen Order of Australia.
Rice tävlar för St Peters Western Swimming Club i Brisbane, där hon tränas av Michael Bohl

## Utbildning
Rice studerar vid Clayfield College i Brisbane.

## Karriär

### Samväldesspelen 2006, Melbourne
Rice slog igenom vid Samväldesspelen 2006 i Melbourne, där hon vann 200 meter medley framför Brooke Hanson och Lara Carroll på tiden 2:12.90. Rice vann även den dubbla distansen 400 meter medley. I båda loppen satte hon nytt samväldesrekord. 

### VM i simning 2007, Melbourne
Vid VM 2007 i Melbourne på långbana blev det två bronsmedaljer båda gånger klart efter den överlägsna amerikanskan Katie Hoff. På sträckan 200 meter medley, fick Rice tiden 2 minuter och 11.42 sekunder, vilket var en förbättring av det tidigare australiska rekordet med 1 sekund. På den dubbla distansen, 400 meter medley fick Rice tiden 4 minuter och 41.19 sekunder vilket var en putsning av hennes tidigare personliga rekord med 0.54 sekunder.

### 2007 övriga tävlingar
Rice fortsatte sin utveckling och i juni 2007 i Italien sänkte hon sitt personliga rekord till 4:40.79, vilket var nära 4:40 barriären. Under tävlingen i Japan samma år, Japanese Open Championships, lyckades Rice äntligen krossa 4:40 tiden då hon hamna på andra plats i loppet bakom Zimbabwes Kirsty Coventry på tiden 4:37.18, vilket även var ett nytt australiensiskt rekord och Samväldesspelsrekord.

### Australiska OS-uttagningarna, 2008
Vid de australiska OS-uttagningarna 2008, slog Rice världsrekordet på 400 meter medley. Klockan stannade på tiden 4 minuter och 31.46 sekunder, 1.43 sekunder snabbare än amerikanska Katie Hoff tidigare världsrekord. Den 29 juni återtog Hoff världsrekordet med tiden 4:31.12. Rice tog världsrekordet på 200 meter medley då hon gjorde tiden 2 minuter och 8.92 sekunder.

### Peking OS, 2008
Vid OS i Peking, vann Rice sin första OS-medalj, och Australiens första guldmedalj (vid OS 2008), då hon vann sträckan 400 meter medley på tiden 4 minuter och 29.45 sekunder. Samtidigt slog hon Hoff världsrekord med 1.67 sekunder, och blev världens första kvinna att komma under 4:30. (Kirsty Coventry fick också en tid under 4:30, och tog silver) Rice andra guldmedalj kom den 13 augusti, på sträckan 200 meter medley med ett nytt världsrekord även där. Tiden löd 2 minuter och 8.34 sekunder. Den 14 augusti vann hon sin tredje guldmedalj på sträckan 4 x 200 meter frisim.

### VM-uttagningarna, 2009
Rice planerar att fortsätta sin framgång i sina 3 grenar, men även experimentera med 100 m fjärilsim och 200 m frisim vid uttagningarna till VM 2009. För att vara skärpt, kommer hon att simma heaten till 100 m frisim, 100 m ryggsim och 200 m fjärilsim.

### VM Rom 2009
Rice förlorade sitt världsrekord på 200 m IM, men sänkte sitt personliga rekord med 1.42 och fick silvermedalj.

## Utmärkelser
Vid 2008 års upplaga av Telstra Australian Swimmer of the Year Awards, vann Rice titeln Swimmer of the Year Award. Även Swimming World Magazine utsåg henne till årets simmare 2008.